# Dany Brand
Dany Brand, né le 23 février 1996, est un athlète suisse, spécialiste du 400 m haies.

## Carrière
Le 15 juillet 2017, il bat son record personnel en 49 s 14, également record national espoirs, pour remporter la médaille d'argent lors des Championnats d'Europe espoirs à Bydgoszcz.

## Palmarès
| Date | Compétition                       | Lieu       | Résultat | Epreuve     | Temps        |
| ---- | --------------------------------- | ---------- | -------- | ----------- | ------------ |
| 2015 | Championnats d'Europe juniors     | Eskilstuna | 5e       | 400 m haies | 52 s 16      |
| 2017 | Championnats d'Europe espoirs     | Bydgoszcz  | 2e       | 400 m haies | 49 s 14      |
| 2017 | Universiade                       | Taipei     | 7e       | 400 m haies | 49 s 92      |
| 2017 | Universiade                       | Taipei     | 5e       | 4 x 400 m   | 3 min 9 s 94 |
| 2019 | Universiade                       | Naples     | 6e       | 400 m haies | 49 s 83      |
| 2019 | Championnats d'Europe par équipes | Bydgoszcz  | 8e       | 400 m haies | 50 s 95      |

## Records
| Épreuve     | Épreuve   | Temps   | Lieu      | Date            |
| ----------- | --------- | ------- | --------- | --------------- |
| 400 m haies | Plein air | 49 s 14 | Bydgoszcz | 16 juillet 2017 |